# Streblocera sungkangensis
Streblocera sungkangensis är en stekelart som beskrevs av Chou 1990. Streblocera sungkangensis ingår i släktet Streblocera och familjen bracksteklar. Inga underarter finns listade i Catalogue of Life.